# Mahal Bagayat, Bijapur
Mahal Bagayat là một làng thuộc tehsil Bijapur, huyện Bijapur, bang Karnataka, Ấn Độ.